# Francisco Savalls
Francisco de Paula Savalls y Massot (La Pera, 29 de enero de 1817-Niza, 20 de noviembre de 1885) fue un militar y guerrillero español. Combatió en España en las tres guerras carlistas al servicio de la causa legitimista y en Italia en el Ejército del duque de Módena y el de los Estados Pontificios contra la unificación italiana.
Se hizo especialmente famoso en Cataluña durante la tercera guerra carlista, cuando, a las órdenes de Estartús, realizó una frenética actividad al frente de una partida, convirtiéndose en una figura legendaria para las otras partidas carlistas catalanas. Enfrentado al infante Alfonso, hermano del pretendiente Carlos VII, consiguió mantenerse en su puesto y tras la victoria carlista en Alpens (1874), el pretendiente le otorgó el título de marqués de Alpens. En 1874 consiguió tomar Olot y en 1875 Don Carlos lo nombró capitán general de Cataluña. Tras el asedio y captura de Seo de Urgel, Savalls fue destituido y en octubre de 1875 se exiliaría definitivamente en Niza.

## Biografía
Nació en el seno de una familia de propietarios rurales del Ampurdán, quinto hijo de Joan Savalls y Barella, payés de La Pera, y de Joaquina Massot y Vehí, natural de Darnius. Los Savalls eran una familia de propietarios rurales ampurdaneses, mientras que por parte de madre descendía de importantes casas solariegas de la zona de Gerona.

### Primera guerra carlista
Cuando apenas contaba dieciocho años de edad, salió junto con dos de sus hermanos a combatir en Cataluña por Carlos María Isidro de Borbón a las órdenes de su padre, obteniendo por méritos de guerra sus ascensos hasta capitán. Joan Savalls, coronel del batallón 23, fue herido en campaña el 11 de abril de 1838 en la batalla de San Quirse de Besora en el asalto a La Escala, cerca de Montesquiu, falleciendo al día siguiente en Vidrá.
Concluida aquella guerra civil de siete años, emigró a Francia, pero regresó a España en 1842, durante la regencia de Espartero, para unirse a una partida de trabucaires mandada por su primo, Juan Massot de Soler. Por estos hechos fue juzgado en Puigcerdá y condenado en ausencia.

### Segunda guerra carlista
En 1848 volvió a Cataluña para batirse por Carlos Luis de Borbón y Braganza (Carlos VI) al lado de las partidas comandadas por mosén Benito Tristany y Ros de Eroles. Se distinguió en las victorias carlistas del Hostal del Coll David, de Fornells y del Pasteral, llegando a mandar el Batallón de voluntarios de Hostalrich y obteniendo el grado de teniente coronel.

### Al servicio del duque de Módena y del papa
De nuevo en el exilio, sirvió en el Ejército del duque soberano de Módena, hasta que tuvo lugar la paz de Villafranca. Fue después capitán de Zuavos Pontificios y se distinguió a las órdenes del marqués de Pimodan en la célebre batalla de Castellfidardo, en la cual cayó prisionero. En cuanto recobró la libertad, volvió a servir a Pío IX, quien le confirió el mando de un Batallón de Cazadores.
Savalls se conquistó en el Ejército Pontificio la estimación de sus jefes, y hasta llegó a llamar la atención de Su Santidad, que le honró con particular afecto. Fue uno de los dos únicos jefes pontificios que en Civitavecchia se negaron a rendirse cuando los italianos sitiaron dicha plaza, mereciendo Savalls los más calurosos elogios por parte del general pontificio Kanzler, cuando volvió a Roma.
Según César Alcalá, durante la batalla de Castelfidardo cayó prisionero y el 29 de septiembre de 1870 estuvo entre los defensores la Puerta Pía contra las tropas del rey Víctor Manuel de Italia.
Al ser licenciado el Ejército Pontificio, Savalls ofreció su espada y sus servicios a Carlos de Borbón y Austria-Este (Carlos VII), que había adquirido un gran número de partidarios en España. El pretendiente le nombró segundo comandante general de los carlistas de Gerona. Antes de entrar en campaña, se fue a Roma a pedir su bendición a Pío IX, quien se la otorgó abrazándole y diciéndole «Id, hijo mío; marchad confiado y nada temáis por vuestra alma ni por vuestro cuerpo». Tras esta bendición, según el Barón de Artagan, Savalls llegó a considerarse invulnerable.

### Tercera guerra carlista

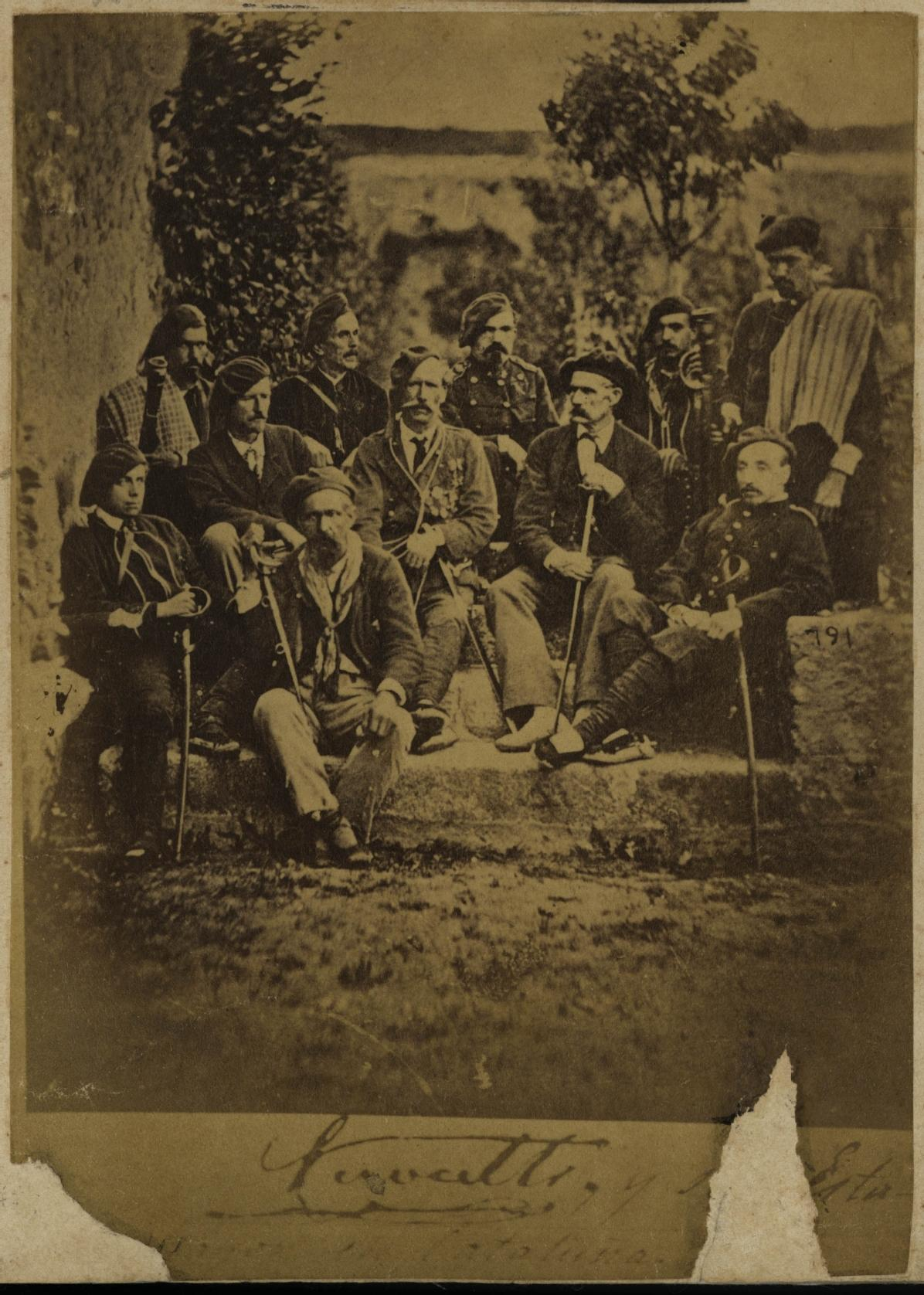
Savalls y sus oficiales en la tercera guerra.

Gran conocedor del país y de su gente e implacable con los liberales, contra quienes había peleado dentro y fuera de España, reunía Savalls excelentes condiciones para mandar voluntarios carlistas, y cuando el brigadier Estartús se pasó a los liberales, Savalls quedó de comandante general de los carlistas de Gerona. En 1872, a pesar del escaso número de sus fuerzas a sus órdenes y la carencia de municiones, supo sostenerse a costa de fatigas y sacrificios, perseguido, a veces, hasta por cinco brigadas enemigas. Organizó a su gente y se impuso frente a los cuarenta batallones, seis escuadrones y dos regimientos de Artillería que constituían por aquella época el Ejército gubernamental de Cataluña, sin contar los voluntarios liberales que guarnecían muchas poblaciones.
Al hablar el general liberal Nouvilas en el Congreso de los Diputados sobre el estado de la guerra civil de Cataluña en 1872, dijo, entre otras cosas, lo siguiente:

Savalls en Gerona, con solo cuatrocientos hombres es completamente árbitro, y cobra contribuciones hasta en pueblos donde jamás la facción había entrado.

El brigadier Savalls sostuvo durante el año 1872 los combates de Llorá, Riudarenas, Arbucias, San Pedro de Torelló, San Feliu de Guíxols, Rabell, Vidrá (donde resultó herido el general liberal Hidalgo), Casa del Caballé, Pla de Calma, Anglés, Campdevánol, Mare de Deu del Coll, Rivas, Viñolas, San de Pedro de Osor, Palamós, Canet de Mar, Pla de las Arenas, Coll de Bellmunt, Beuda, Olot, Sellera de Anglés y San Quirse de Besora.
La Junta Central carlista de Cataluña obsequió por entonces a Savalls con una magnífica espada de honor, y Don Carlos le escribió al mismo tiempo ensalzando sus hechos por los que le felicitaba. La carta empezaba con las siguientes palabras:

Querido Saballs: ¡eres un héroe! propios y extraños, amigos y enemigos te admiran. Yo bendigo una y mil veces la santidad de una causa que sabe inspirar y sostener tanto heroismo.

Pero eres más que un héroe; eres la personificación del heroísmo de muchos, que se baten con indomable bravura, con entusiasmo sublime, por su Dios, por su Patria y por su Rey. (...)

A principios de 1873 ya había organizado Savalls en Gerona cuatro batallones, un escuadrón y dos compañías escogidas, dedicadas al servicio de observación del enemigo, exploración y seguridad del país.

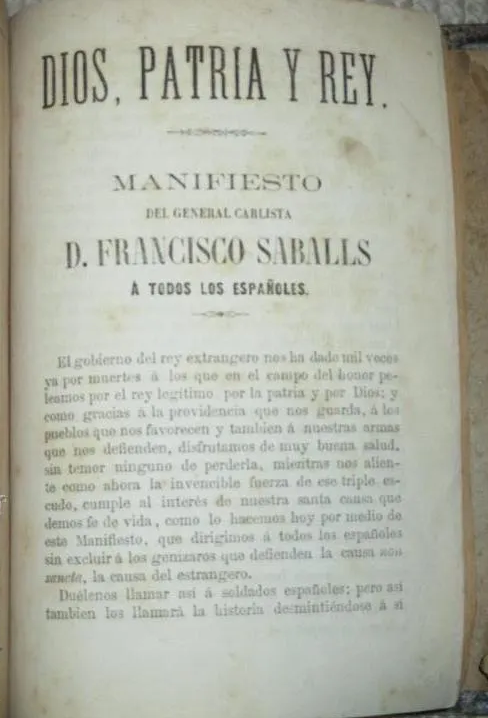
Manifiesto del general carlista D. Francisco Saballs (1873)

Ese año hizo publicar en Madrid un manifiesto en el que exponía las motivaciones de su lucha, entre las que citaba, además de la causa dinástica, el restablecimiento de la Religión tal como era entendida por la Iglesia, un Estado español autoritario que aniquilase la democracia liberal, protección de la familia y enseñanza católica para todos los niños, así como la rebaja de impuestos y la eliminación de los lujos oficiales. En dicho folleto narraba además su campaña militar hasta aquel momento y justificaba el cobro de contribuciones de guerra y la destrucción de vías férreas y cables telegráficos (tal como habían hecho los revolucionarios en 1868 y en el cuartel de San Gil), presumiendo de que los pueblos de montaña de Cataluña protegían a sus tropas, y advertía que en adelante fusilaría como traidores a la patria a los llamados Voluntarios de la Libertad que cayesen en sus manos, añadiendo gallardamente que, en su caso, podrían hacer lo mismo con él.
Para Savalls, la causa carlista era la única salvación de España:

Seguiremos llamando la atencion del país y de toda España con el ruido de nuestras armas victoriosas hácia la bandera nacional que simboliza nuestra santa causa, única esperanza de salvacion en este naufragio de todas las ideas, y será nuestra la opinion de toda España, de la España católica: los impíos y herejes no pueden llamarse hijos de la patria de los Recaredos, de los Hermenegildos y Fernandos.

Después de asistir a los combates de Alpens (contra la columna Mola y Martínez) y de San Pedro de Osor, a la toma de Ripoll y a la derrota del general Martínez Campos en Campdevánol, fue nombrado (a principios de marzo de 1873) comandante general carlista de las dos provincias de Barcelona y Gerona con el empleo de mariscal de campo.
El general Savalls contribuyó a la toma de Berga, atacó Puigcerdá, sostuvo las acciones de Montseny (contra el brigadier Cabrinetty) y de San Hilario de Sacalm; entró en Mataró; se batió de nuevo contra Cabrinety en Viladrau y en Alpens; peleó otra vez en Santa María de Oló; y cuando el capitán general liberal de Cataluña José María de Velarde trató de levantar un somatén general contra los carlistas (ordenándolo así el día 28 de mayo de 1873), bastó que el general carlista Savalls, desde La Sellera, impusiese pena de la vida a todo individuo o corporación que levantase somatén, para que aquella orden del capitán general liberal no fuese obedecida: el poder carlista, representado por Francisco Savalls, se colocó enfrente del poder liberal, representado por el capitán general del Principado, y lo cierto es que el país hizo más caso del primero que del segundo, y que a quien obedeció fue a Savalls, redundando ello en un aumento de su prestigio, así como del carlismo, que se mostraba incontrastable en Cataluña.

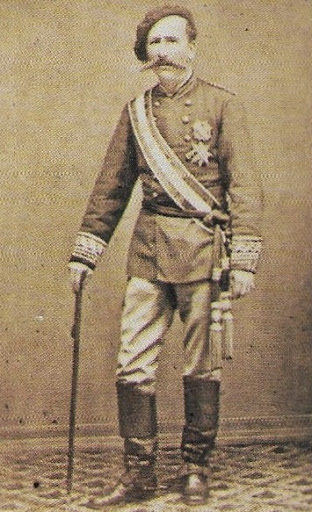
Francisco Savalls

En San Quirse de Besora Savalls cogió prisioneras dos compañías liberales (7 de julio de 1873) y dos días después destrozó en Alpens a la División enemiga que mandaba el brigadier Cabrinetty, muriendo éste allí y quedando en poder de los carlistas su artillería, 50 caballos, 42 mulos y 800 prisioneros. Para conmemorar aquella victoria, Don Carlos concedió a Savalls el título de marqués de Alpens, y creó una medalla con que agradeció a los carlistas que asistieron a aquella jornada, tan gloriosa para las armas carlistas.
El general Savalls venció a las columnas del brigadier Reyes y del coronel Serrano el 16 de agosto de 1873, en Gironella, cogiéndoles un cañón; y habiendo surgido, por entonces, graves disgustos en el campo carlista, marchó al norte para conferenciar con Don Carlos.
A su regreso se apoderó Savalls de Granollers (a solo treinta kilómetros de Barcelona), rindió a los voluntarios de la libertad que guarnecían Cardedeu; venció a las tropas que acudieron en auxilio de dicha población; entró a viva fuerza en Bañolas; hizo frente en Riudellots de la Creu a las columnas del brigadier Reyes y del coronel Casalís que trataron de socorrer a Bañolas; dio un infructuoso asalto a Olot; puso asedio a dicha plaza; y volvió al Norte, llamado por Don Carlos, de resultas de haber formulado su hermano Don Alfonso de Borbón y de Austria-Este una acusación contra Savalls, a quien Don Carlos arrestó por desacato a Don Alfonso; pero a los pocos días le puso en libertad y le ordenó volver a Cataluña, a encargarse de nuevo de la Comandancia General de los carlistas de Barcelona y de Gerona.
A poco de regresar otra vez el general Savalls a Cataluña obtuvo otra señalada victoria, destrozando el día 14 de marzo de 1874 en la sierra de Toix (Castellfullit) a la división del general Nouvilas, cogiendo dos mil trescientos prisioneros (entre ellos el mismo general liberal citado) cuatro piezas de Artillería y más de cien caballos. Dos días después se rindió, también al general Savalls; la plaza de Olot, entregándole seis piezas de Artillería y quinientos fusiles de la Milicia Nacional (quedando en libertad la tropa de la guarnición) y como en Blanes se apoderó poco después de otros dos cañones, y en Tordera alcanzó otra victoria cogiendo más de mil fusiles al enemigo, resultó que el general Savalls obtuvo en nueve días cuatro victorias y se apoderó (en tan corto espacio de tiempo) de doce cañones, más de cinco mil fusiles, más de doscientos caballos y gran cantidad de dinero perteneciente a las tropas liberales. La derrota del general liberal Nouvilas (sobre todo) llegó a infundir verdadero pánico en los pueblos liberales de Cataluña: muchos voluntarios de la libertad abandonaron las armas y gran número de poblaciones prefirieron someterse a los carlistas mejor que hacerles frente y exponerse a ser tomadas por asalto.
A mediados de julio de 1874 sitió Puigcerdá; el 24 de aquel mes rechazó en Castellfullit a la división del general Merelo, que trató de levantar aquello cerco. Para conseguir este objeto los liberales fue preciso que acudiese en auxilio de Puigcerdá el mismo capitán general de Cataluña, Serrano Bedoya, con veinte batallones.

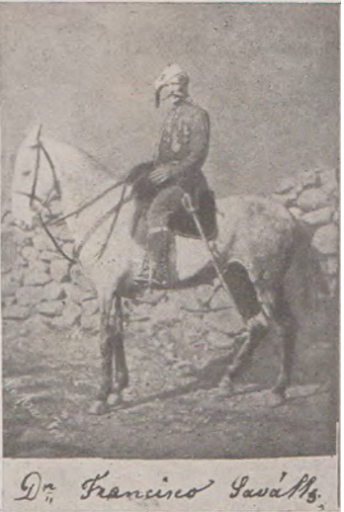
Francisco Savalls a caballo

A fines de agosto de aquel mismo año de 1874 Savalls volvió a sitiar Puigcerdá; el capitán general del Principado, López Domínguez, hubo de ponerse entonces a la cabeza del Ejército liberal de Cataluña, y aprovechándose de la niebla logró que una gran parte de sus tropas rebasase la línea carlista, viéndose por ello obligado a retirarse el general Savalls, al verse cogido entre dos fuegos, al disiparse la niebla.
A principios de octubre sostuvo el general Savalls un combate contra la guarnición de Vich; y en los días 3 y 4 de noviembre, al frente de 5 batallones, 2 cañones de montaña y 70 caballos, alcanzó la famosa victoria de Castellón de Ampurias, en cuyo combate quedó destrozada la división del brigadier liberal Moya, quien hubo de entregarse prisionero, con dos cañones Krupp, de batalla, un comandante, varios oficiales, ciento treinta individuos de tropa y unos cuarenta caballos.
Con la Gran Cruz Roja del Mérito Militar y el ascenso a teniente general premió Don Carlos esta victoria del general Savalls cuyo prestigio que había quedado algo quebrantado con el fracaso de sus operaciones sobre Puigcerdá, volvió a quedar asegurado.
El 26 de marzo de 1875 se entrevistó en el Hostal de la Corda, cerca de Olot, con el general Martínez Campos, que había proclamado a Alfonso XII poco antes. Se acordó un mejor trato a los prisioneros y un armisticio, aunque la guerra continuó. No obstante, según Joaquín de Bolós y Saderra, esta reunión provocó que la contienda perdiera fiereza y posteriormente llegaron a correr rumores de traición.
Habiendo sido nombrado General en Jefe del Ejército carlista de Cataluña el general Savalls en 1875, derrotó al brigadier Cirlot entre Bañolas y Cornellá, y al brigadier José Sáenz de Tejada y Moreno en San Miguel del Monte (Olot), sostuvo ventajosas acciones en Santa Coloma de Farnés, y en el Bruch y en Blanes (donde hizo algunos prisioneros) y entró a viva fuerza en Molins de Rey (haciendo prisionera su guarnición).
Según el Barón de Artagan, la toma de San Martín de Maldá, las derrotas de los liberales que a ella se siguieron, el sitio que nuevamente puso a Puigcerdá y la acción de Breda contra el general Weyler, prueban que el general Savalls no cejó en su lucha contra los liberales. Además, al saber que por algunos agentes liberales se trataba de introducir la sedición y la deslealtad en el campo carlista, Savalls dio en San Pedro de Torelló el día 25 de julio una contundente Orden General. A pesar de ello, fue muy criticado, primero por haber llegado a poner sitio a la plaza de Seo de Urgel el general Martínez Campos, y después por no haberle obligado a levantarlo.
Sobre su actuación en esas fechas, el Barón de Artagan afirmó lo siguiente:

el General carlista Savalls pudo estar más o menos acertado, y más o menos animoso en sus operaciones de Julio y Agosto de 1875; pudo sentir mayor o menor espíritu de compañerismo en pro de los generales carlistas Dorregaray y Castells; pero creemos firmemente que no fue traidor; sus detractores deben hacerse cargo de que el General Savalls no podía impedir que los alfonsinos se aprovechasen del territorio francés para burlar los planes de los carlistas, desconcertándoles, y obligarles a abandonar posiciones que, en virtud de la complicidad de Francia resultaban insostenibles. Tampoco era posible ya exigir grandes éxitos a un general como Francisco Savalls que solamente disponía de nueve mil trescientos noventa y dos hombres (siempre escasos de munición y dinero) con cuatrocientos noventa y ocho caballos y doce piezas de Artillería de campaña, para hacer frente a los cincuenta y cinco mil hombres que cuando se acabó la guerra del Centro llegaron a reunir en Cataluña los liberales, con tres mil caballos, sesenta y ocho piezas de Artillería de campaña, un Batallón de Ingenieros, tres Batallones de Artillería a pie, y doce tercios de rondas volantes.

Don Carlos de Borbón llamó el día 3 de septiembre de 1875 al Norte al general Savalls, quien hizo entrega del mando al general Castells, y acto seguido se fue por Francia a Navarra, siendo de notar que al hacer entrega del mando no se reservó ningún documento, ni aún de los que más podían favorecerle, que se encontraba tan falto de dinero que tuvo que vender dos mulos de brigada para subvenir a los gastos suyos, de su hijo, de su capellán y de su secretario, en aquel viaje del Principado al Norte, atravesando el sur de Francia.
Se formó causa al general Savalls para depurar responsabilidades, teniéndosele entretanto incomunicado en Iturmendi; pero si tuvo altos acusadores, también tuvo entusiastas defensores, decididos partidarios, y nada llegó a probarse en contra de su lealtad. Según contó al Barón de Artagan el fiscal de aquella causa, el brigadier de Infantería carlista Enrique Chacón, al general Savalls «se le podía tildar de díscolo, de indisciplinado, de sanguinario... de cualquier cosa menos de traidor», y hasta el mismo general carlista Lizárraga (cuyas antipatías hacia su colega Savalls eran públicas y notorias, y que defendió heroicamente la plaza de Seo de Urgel) decía terminantemente a Don Carlos en comunicación del día 3 de septiembre de 1875, desde Pau, que reconocía que desde que se reunieron en Cataluña los ejércitos liberales del Centro y del Principado consideró ya imposible que Savalls, Castells y Dorregaray pudieran romper la línea enemiga para socorrerle ni levantar el sitio de Seo de Urgel, aunque lo intentasen de común acuerdo.

### Emigración
El general Savalls emigró al concluirse la última guerra carlista, y residió en Francia, protestando de su lealtad hasta el último instante de su vida, según escribió en una carta dirigida al semanario tradicionalista Rigoleto, que por aquella época publicaba en Madrid el veterano carlista Pablo Marín y Alonso, afecto a Nocedal.
Durante una visita a Don Carlos en Venecia, un antiguo capitán carlista del batallón de Álava, Ruiz de Austri, llamó traidor a Savalls. De acuerdo con Juan María Roma, Don Carlos, con gran energía, le replicó: «Guárdate, delante de mí, de calificar a Savalls de esta manera».
Asentado en Niza, de donde era su esposa Pellegrina Antoinette Vivaudo (1830-1899), trabajó como comerciante de vinos. En dicha ciudad falleció en el año 1885. Actualmente se encuentra enterrado en el cementerio de Caucade, sector 1, sepultura núm. 362, junto con cuatro de sus hijos, que figuran en francés como Jean Charles Joseph, Carlos Alphonse, Ida y Thérèse Joachine Raphaelle.
Según una noticia aparecida en El Correo Español, cuando en septiembre de 1910 muchos españoles fueron al castillo de Frohsdorf a ofrecer personalmente su adhesión a Don Jaime de Borbón, figuraba un hijo del general Savalls, llamado Juan. En 1913 el mismo diario publicó una fotografía en la que se veía a ambos juntos en la ciudad de Niza.
Según el Barón de Artagan, una docena de miembros de la familia de Savalls lucharon en las guerras carlistas.

## Obras
- Dios, Patria y Rey. Manifiesto del General carlista don Francisco Savalls á todos los españoles (1873)